# Gran premio della giuria: U.S. Documentary
Il Gran premio della giuria: U.S. Documentary è un premio assegnato dalla giuria del Sundance Film Festival al miglior documentario statunitense candidato nella sezione competitiva del concorso.

## Vincitori
- 1985 - Seventeen, regia di Joel Demott e Jeff Kreines
- 1986 - Private Conversations, regia di Christian Blackwood
- 1987 - Sherman's March, regia di Ross McElwee
- 1988 - Beirut: the last home movie, regia di Jennifer Fox
- 1989 - For All Mankind, regia di Al Reinert
- 1990 - H-2 Worker, regia di Stephanie Black; Water & Power, regia di Pat O'Neil
- 1991 - American Dream, regia di Barbara Kopple; Paris Is Burning, regia di Jenny Livingston
- 1992 - A Brief History of Time, regia di Errol Morris; Finding Christa, regia di Camille Billops e James Hatch
- 1993 - Children of Fate: Life and Death in a Sicilian Familly, regia di Robert M. Young e Michael Roemer; Silverlake Life: The View from here, regia di Peter Friedman
- 1994 - Freedom of My Mind, regia di Connie Field e Marilyn Mulfold
- 1995 - Crumb, regia di Terry Zwigoff
- 1996 - Troublesome Greek: A Midwestern, regia di Jeanne Jordan e Steven Ascher
- 1997 - Gils Like Us, regia di Jane C. Wagner e Tina DiFeliciantonio
- 1998 - The Farm, regia di Jonathan Stack e Liz Garbus; Frat House, regia di Todd Phillips e Andrew Gurland
- 1999 - American Movie, regia di Chris Smith
- 2000 - Long Night's Journey Into Day, regia di Deborah Hoffmann e Frances Reid
- 2001 - Southern Comfort, regia di Robert Eads
- 2002 - Daughter from Danang, regia di Gail Dolgin e Vicente Franco
- 2003 - Capturing the Friedmans, regia di Andrew Jarecki
- 2004 - Dig!, regia di Ondi Timoner
- 2005 - Why We Fight, regia di Eugene Jarecki
- 2006 - God Grew Tired of Us, regia di Christopher Dillon Quinn
- 2007 - Manda Bala (Send a Bullet), regia di Jason Kohn
- 2008 - Trouble the Water, regia di Tia Lessin e Carl Deal
- 2009 - We Live in Public, regia di Ondi Timoner
- 2010 - Restrepo, regia di Tim Hetherington e Sebastian Junger
- 2011 - How to Die in Oregon, regia di Peter Richardson
- 2012 - The House I Live In, regia di Eugene Jarecki
- 2013 - Blood Brother, regia di Steve Hoover
- 2014 - Rich Hill, regia di Tracy Droz Tragos e Andrew Droz Palermo
- 2015 - The Wolfpack, regia di Crystal Moselle
- 2016 - Weiner, regia di Josh Kriegman e Elyse Steinberg
- 2017 - Dina, regia di Dan Sickles e Antonio Santini
- 2018 - Kailash, regia di Derek Doneen
- 2019 - One Child Nation, regia di Nanfu Wang e Jialing Zhang
- 2020 - Boys State, regia di Jesse Moss e Amanda McBaine